# William Wilson (water-polo)
Pour les articles homonymes, voir William Wilson (homonymie) et Wilson.
William Wilson, né en novembre 1844 et mort en juin 1912, est un journaliste, moniteur de natation et entraîneur britannique de la fin du XIXe siècle. C'est un pionner de la création des techniques d'entraînement à la natation de compétition et le créateur des règles du water-polo.
En 1883, Wilson publie "The Swimming Instructor", l'un des premiers livres sur la natation à définir les concepts modernes d'efficacité des mouvements, d'entraînement, de virages de course et de sécurité aquatique. Il est élu en 2003 à l'International Swimming Hall of Fame pour ses contributions aux sports aquatiques.

## Contributions à la natation
- Décrit et illustré le départ et le virage en course.
- Amélioration de la mécanique de plusieurs nages.
- Développement du premier exercice de sauvetage.
- Méthodes d'entraînement pionnières, à la fois sur terre ferme et dans l'eau.
- Premier journaliste sportif pour la natation.
- Innovateur dans la conception de piscines intérieures.

## Water-polo
En 1877, Wilson élabore un ensemble de règles pour un jeu de ballon dans l'eau par équipe, qu'il appelle "football aquatique",. Le premier match a lieu entre les rives de la rivière Dee au Bon Accord Festival à Aberdeen, en Écosse. Des drapeaux sont placés environ dix pieds de distance l'un de l'autre sur le rivage et les joueurs utilisent une balle molle en caoutchouc indien, appelée pulu,. Le jeu s'apparente à un match de lutte d'un bout à l'autre du terrain de jeu, mais est populaire auprès des spectateurs des festivals aquatiques de l'époque. Wilson développe le sport alors qu'il était maître des bains au Arlington Baths Club à Glasgow,.
En 1885, l'Association de natation de Grande-Bretagne reconnaît le jeu, maintenant appelé water-polo, et formule un ensemble de règles élargissant le livre de règles de Wilson. Celles-ci deviennent finalement la base des règles internationales de la FINA, alors que le sport se répanda en Europe, en Amérique et Australie.

## Sauvetage
En 1891, Wilson publie un certain nombre d'articles de journaux illustrés sur les exercices de sauvetage et décerne des prix aux clubs de natation locaux pour leur maîtrise des techniques de sauvetage. Les méthodes de Wilson circulent sous la forme d'un manuel et, en reconnaissance de sa contribution, il est élu premier Life Governor de la Royal Lifesaving Society.